# 경찰용 항공기

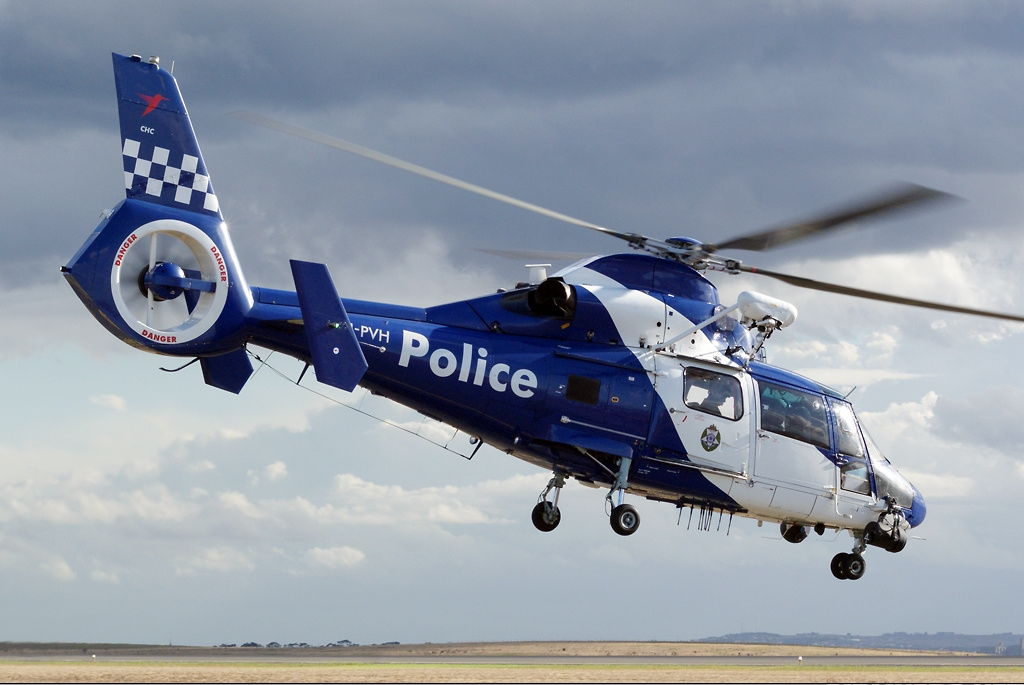
유로콥터 AS365 도팽

경찰용 항공기 또는 경찰항공기는 경찰 작전에 쓰이는 항공기이다. 경찰은 일반적으로 교통 통제, 지상 지원, 수색 및 구조, 고속 차량 추격, 관측, 항공 순찰, 대규모 공공 행사 및 치안 유지를 위한 사건 처리에 항공기를 사용한다. 회전익 항공기, 고정익기, 비경익 항공기 또는 경익 항공기를 사용할 수 있다. 일부 대도시에서는 경찰 회전익 항공기가 경찰 전술 부대 소속 인원의 항공 수송에도 사용된다. 인구 밀도가 낮고 넓은 지역에서는 고정익 항공기가 인력과 장비 수송에 사용되는 경우도 있다.

## 역사
최초의 경찰 항공 부서는 뉴욕에 설립되었다. 고정익 항공기는 1940년대 후반부터 보다 다재다능한 회전익 항공기로 대체되었다. 그러나 고정익 항공기는 빠른 속도와 높은 운용 고도 덕분에 더 넓은 지역을 감시할 수 있기 때문에 국경 순찰과 같은 일부 임무에는 여전히 사용되고 있다.
1921년, 영국 비행선 R33은 엡섬과 애스콧 경마장 주변에서 경찰의 교통 통제를 지원하는 데 사용되었다.
런던 이스트 엔드에 위치한 세인트 조지 시청 건물 외벽에 있는 1936년 케이블 스트리트 전투 치안 사건을 묘사한 대형 벽화에는 사건 당시 상공에 있었던 경찰 오토자이로가 그려져 있다.

## 같이 보기
- 국경경비대